# Ёкои, Гумпэй
Гумпэ́й Ёко́и, встречаются варианты Гунпэй Ёкой или Гумпэй Ёкой (яп. 横井 軍平 Ёкои Гумпэй, 10 сентября 1941 — 4 октября 1997) был одним из важнейших лиц компании Nintendo, а также в истории видеоигр в целом. Он успешно продюсировал такие известные видеоигры, как Metroid, Super Mario Land, Super Mario World 2: Yoshi’s Island и Kid Icarus, а также являлся движущей силой в разработках Game Boy и других важных технологий Nintendo. Создал Варио и Йоши из серии игр Mario.
4 октября 1997 года Гумпэй Ёкои погиб в результате автомобильной катастрофы.